# Keroor, Bhalki
Keroor là một làng thuộc tehsil Bhalki, huyện Bidar, bang Karnataka, Ấn Độ.